# Compassione (cristianesimo)

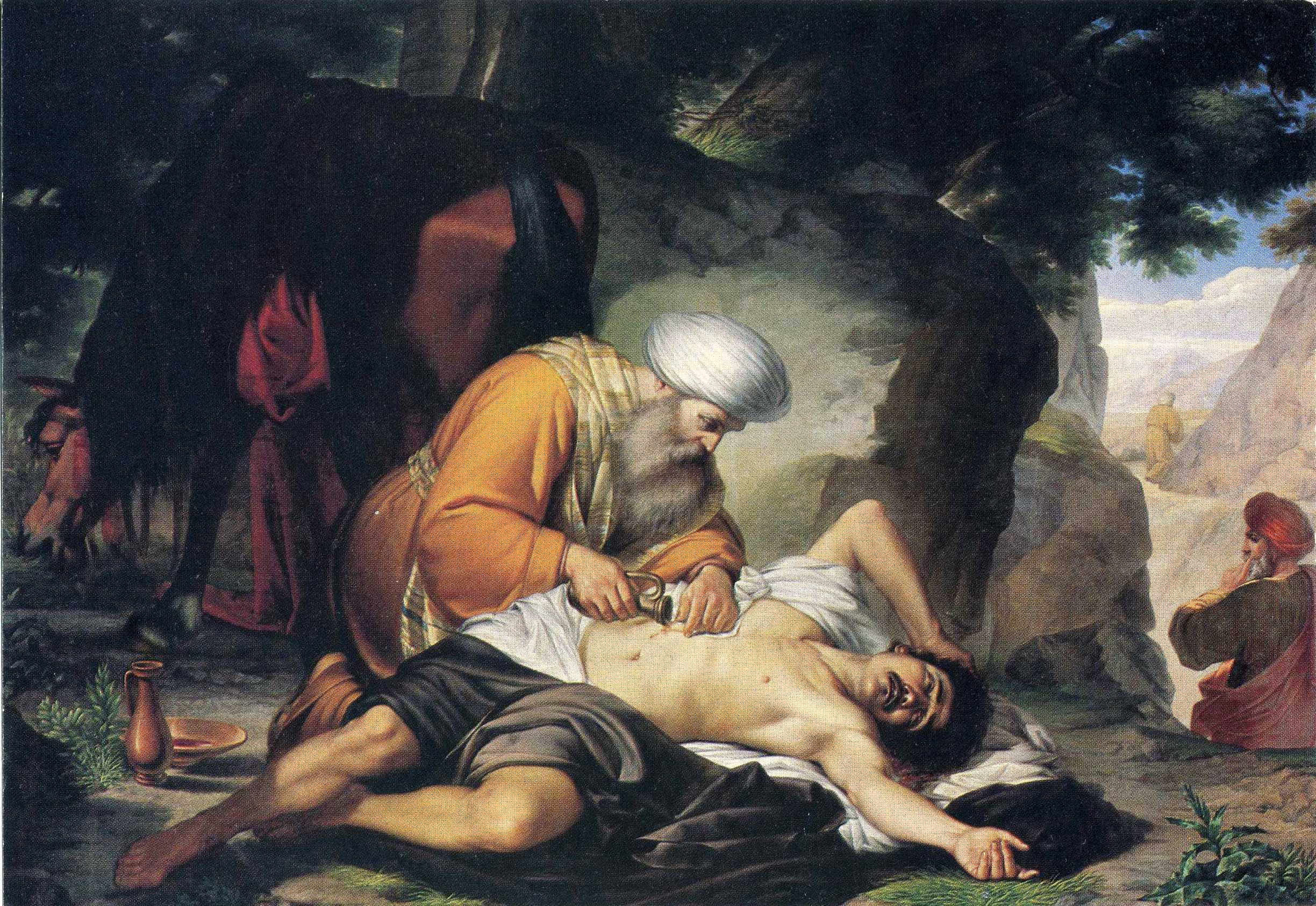
Il buon samaritano, modello cristiano di compassione (dipinto di Giacomo Conti, Museo Regionale di Messina)

La compassione cristiana consiste essenzialmente nella condivisione delle avversità altrui, ovvero nella solidarietà verso il prossimo.

## Riferimenti
La compassione di Dio per il popolo eletto è indirettamente menzionata nell'Antico Testamento.
La seconda lettera ai Corinzi è uno dei passi della Bibbia in cui Dio viene definito «il Padre delle compassioni», cioè o patēr ton oiktirmon, che nell'originale greco ha un'implicazione di maggior tenerezza rispetto al termine usato per «misericordia»: 
(Paolo di Tarso, 2 Corinzi 1, 3-4)
Gesù rappresenta per i cristiani l'essenza stessa della compassione, oltre che della premura per i propri simili. Cristo esortava i cristiani a rinunciare ai propri egoismi e ad agire compassionevolmente verso gli altri, in particolare quelli più bisognosi o in difficoltà. In particolare, diede prova di compassione per coloro che più la società condannava, come pubblicani, prostitute e malfattori, al punto da far ritenere che la compassione sia il nucleo fondamentale del messaggio cristiano.
In diverse occasioni riferite dal Vangelo trapela la compassione provata da Gesù, che «percorreva tutte le città e i villaggi, insegnando nelle loro sinagoghe, annunciando il Vangelo del Regno e guarendo ogni malattia e ogni infermità. Vedendo le folle, ne sentì compassione, perché erano stanche e sfinite come pecore che non hanno pastore» (Mt 9,35-36). «Gesù partì su una barca e si ritirò in un luogo deserto, in disparte. Ma le folle, avendolo saputo, lo seguirono a piedi dalle città. Sceso dalla barca, egli vide una grande folla, sentì compassione per loro e guarì i loro malati» (Mt 14,13-14). «Gesù chiamò a sé i suoi discepoli e disse: "Sento compassione per questa folla. Ormai da tre giorni stanno con me e non hanno da mangiare. Non voglio rimandarli digiuni, perché non vengano meno lungo il cammino"» (Mt 15,32). «"Beati quelli che hanno compassione degli altri: Dio avrà compassione di loro"» (Mt 5,7).
La compassione di Dio si manifesta anche nella parabola del figliol prodigo (Luca 15,20), nella parabola del buon samaritano (Luca 10,33 è, menzionata esplicitamente, in Luca 10,37) e nella risurrezione del figlio della vedova di Nain (Luca 7,13).
Tra i seguaci di Gesù, l'esperienza della compassione è ritenuta un tratto caratteristico della vita di San Francesco, capace di provare una tenerezza «dimentica di sé» sia di fronte al crocifisso di San Damiano, dal quale ricevette la chiamata a riparare la casa del Signore, sia nell'abbraccio al lebbroso.
Sono possibili al riguardo alcune concordanze tra la compassione nel buddismo e quella nel cristianesimo, al di là delle differenze e dei diversi obiettivi tra le due religioni.

## Terminologia
La Bibbia utilizza un termine greco preciso: "essere commosso fino alle viscere", un verbo sempre usato nella forma passiva, che rimanda al nome splanchna' ', cioè le «viscere» (che corrisponde all'ebraico plurale rahamîm, visceri). 
Indica che la compassione si produce nella carne e coinvolge tutta la persona.